# Rafaczowe Skałki

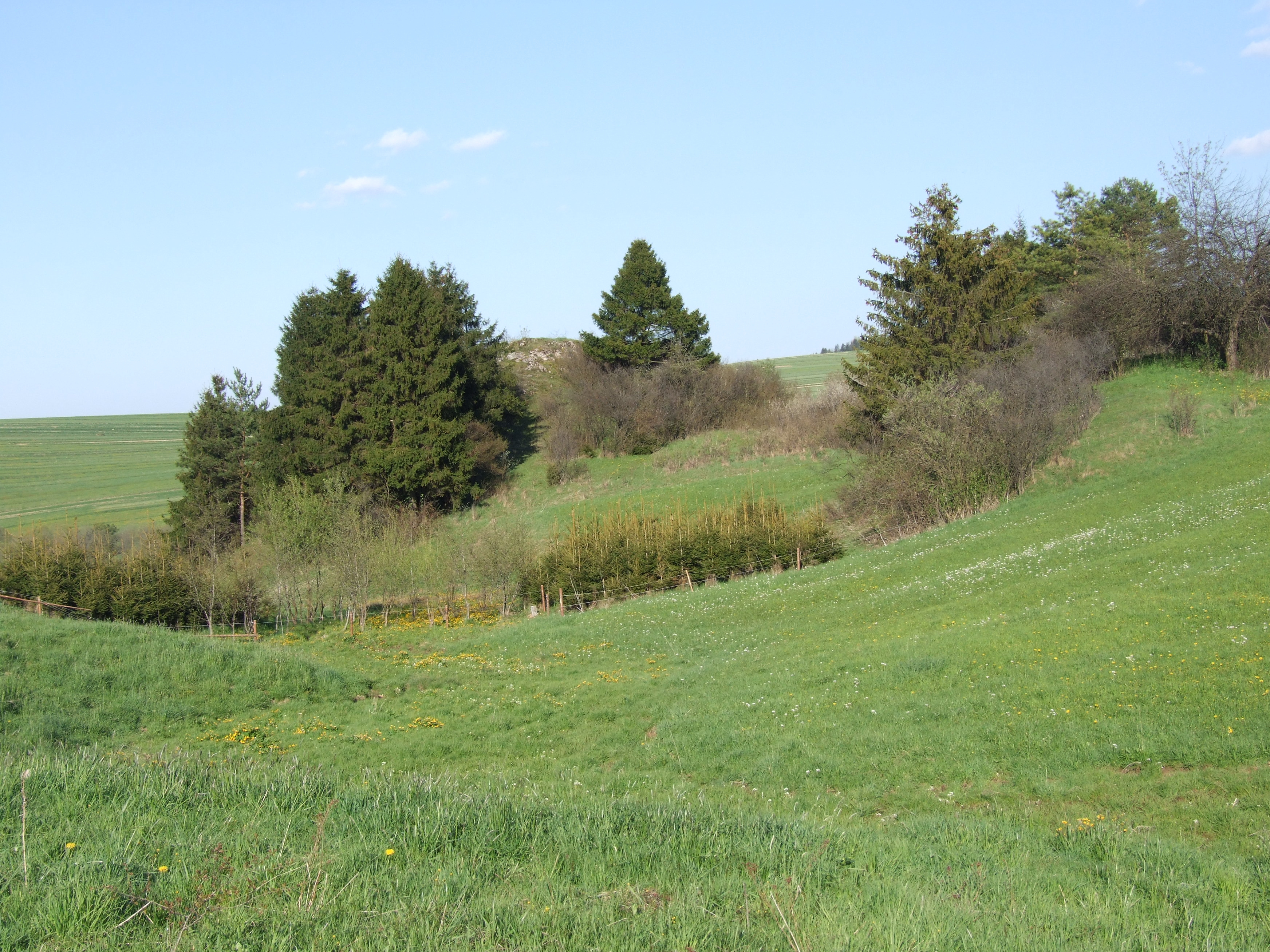
Rafaczowe Skałki. Widok od południowej strony

Rafaczowe Skałki, Rafaczowa Skałka (gwarowo Rafacowe Skałki) – kilka skałek z grupy Dursztyńskich Skałek w Pieninach Spiskich. Znajdują się w zachodniej grupie, na orograficznie lewym zboczu Dursztyńskiego Potoku (Moczydłowego). Położone są wśród rozległych łąk. Po ich zachodniej stronie prowadzi droga polna, a pomiędzy tą drogą a Rafaczowymi Skałkami spływa niewielki Średni Potoczek (Rafaczowy Potoczek) mający źródła nieco powyżej Rafaczowych Skałek. Nazwa skałek pochodzi od nazwiska właściciela. Są to luźno rozrzucone wśród pól ostańce kilkumetrowej wysokości. Zbudowane są z węglanowych skał osadowych sukcesji czorsztyńskiej. Są częściowo zarośnięte krzewiastymi zaroślami.
Rafaczowe Skałki znajdują się w granicach wsi Krempachy w województwie małopolskim, w powiecie nowotarskim, w gminie Nowy Targ. Nie prowadzi obok nich żaden znakowany szlak turystyczny. Można jednak dojść od drogi prowadzącej z Krempach wzdłuż Dursztyńskiego Potoku (Moczydłowego). Odgałęzia się od niej na południe droga polna pomiędzy Rafaczowymi Skałkami a Krzysztofkowymi Skałkami. Na Średnim Potoczku przy Rafaczowych Skałkach znajduje się trudne do przejścia mokradło.

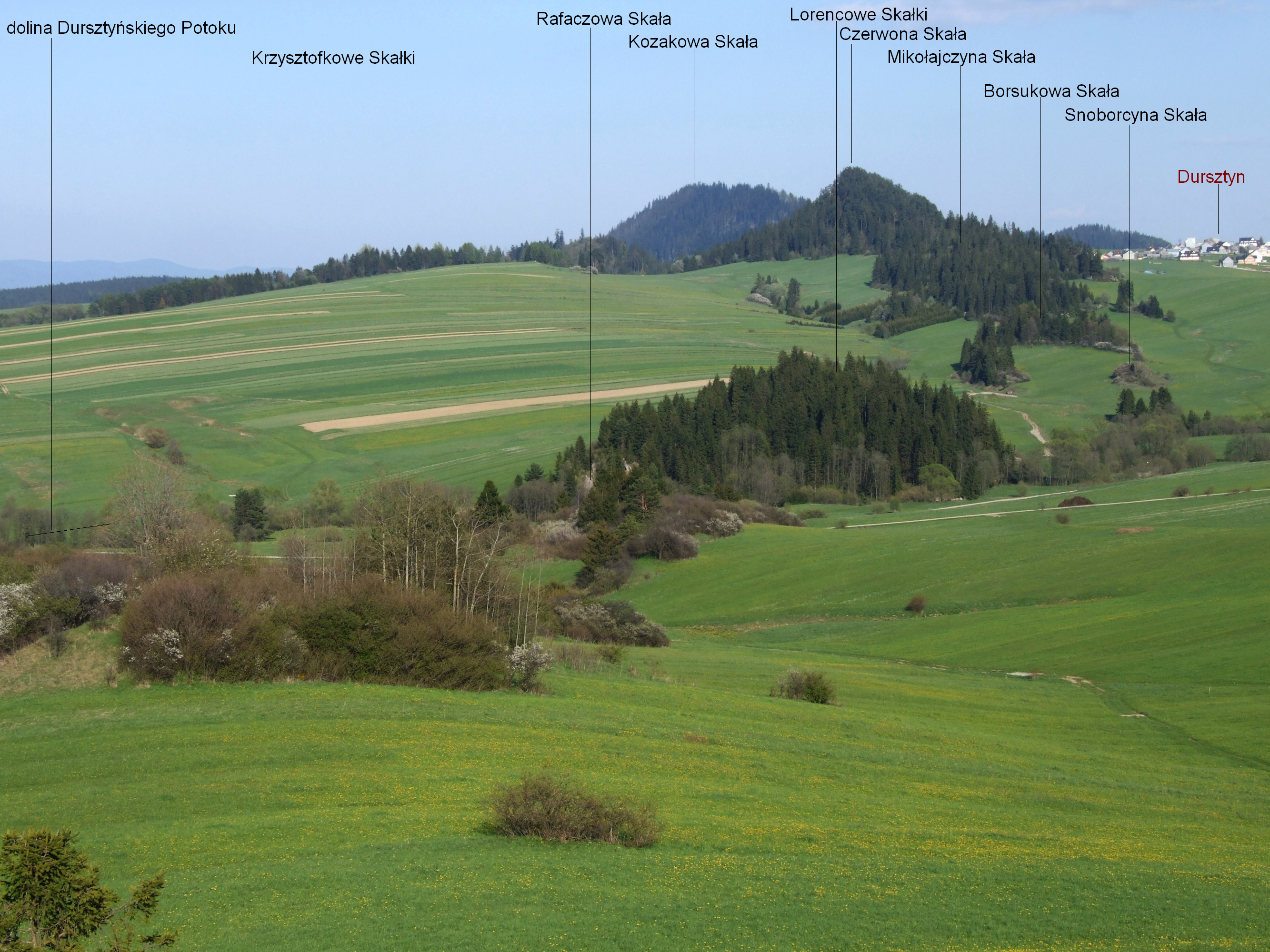
Lokalizacja Rafaczowych Skałek